# Arnošt Bass
Arnošt nebo Ernst Bass (1. dubna 1885 Kutná Hora – po 1. únoru 1943 Osvětim) byl český rabín, pedagog, překladatel a publicista židovského původu.

## Život
Narodil se v rodině kutnohorského obchodníka textilem a dlouholetého místostarosty místní židovské obce Aloise Basse. Jeho matka Fillipina (1861–1936), rozená Steindlerová byla zakládající členkou a první předsedkyní kutnohorského Židovského dámského spolku. Měl dva bratry, staršího Huga a mladšího Antona.
I přesto, že byl vychováván v židovské asimilační rodině přelomu 19. a 20. století, která se ke svému náboženskému přesvědčení hlásila vesměs formálně, poměrně brzy se od své rodiny díky svému příklonu k judaismu začal odlišovat.
Po ukončení klasického gymnázia v Kolíně se na naléhání rodičů – zejména otce – přihlásil ke studiu práv na univerzitě v Praze. V roce 1905 vážně onemocněl zápalem plic. A právě v průběhu své poměrně dlouhé rekonvalescence v rodné Kutné Hoře uzavřel se svým otcem dohodu, že dokončí-li studium práv, bude mu umožněno další studium dle jeho vlastní volby.
Ihned po absolvování práv se nechal zapsat na ortodoxním teologickém – tj. rabínském semináři v Berlíně (BRD), kde po třech letech získal nejenom svůj druhý doktorát (PhDr.), ale také rabínskou hodnost. Po svém návratu do vlasti přijal místo tajemníka Archivu Židovské obce na Starém Městě pražském, kde setrval po celou dobu první světové války.
Jeho touha po duchovním a pedagogickém působení se naplnila někdy na přelomu let 1919 a 1920 – tj. po obdržení profesury náboženství na středních školách v okrese moravskoostravském. Protože jeho pedagogická činnost byla přechodně spojena s rabinátem, působil ponejprv jako rabín v Židovské obci v Bohumíně (1920–1925) a současně jako výpomocný rabín Židovské obce v Moravské Ostravě, později v Židovské obci v Českém Těšíně (v letech 1932–1935 současně také v Židovské obci ve Frýdku) a nakonec (do roku 1940) v Moravské Ostravě.
Tehdy se také oženil s Elsou, rozenou Weber (1900–1943), dívkou z velmi zbožné rodiny. Měli spolu syny Jošta (1923–1943) a Daniela, který zemřel jako dítě.
Po svém trvalém přestěhování do Ostravy se ale kvůli názorovým rozporům s autonomním představenstvem tamní židovské obce věnoval zejména pedagogické práci jako pomocný profesor náboženství a češtiny na německých středních školách.
Hojně přispíval do četných českých, německých i židovských časopisů se zaměřením pedagogickým i politickým. Byl jedním z autorů Českožidovského kalendáře, pro který zpracovával roční komentovaný rozpis svátků židovského roku a vytvářel náboženské eseje, a autorem českého překladu biblických Žalmů, jenž vyšel v roce 1938.
Za druhé světové války byl spolu se svou rodinou po útisku a veřejné potupě ze strany Němců deportován nejdříve do sběrného tábora Terezína (1942–1943), kde nevyužil nabízenou možnost úniku, a později do koncentračního tábora Osvětim-Březinka. Zahynul někdy v průběhu roku 1943.